# Coppa dei Balcani 1993-1994
La Coppa dei Balcani per club 1993-1994 è stata la ventottesima ed ultima edizione della Coppa dei Balcani, la competizione per squadre di club della penisola balcanica e Turchia.
È stata vinta dai turchi del Samsunspor, al loro primo titolo.

## Squadre partecipanti
Il detentore della Coppa Balcani (Edessaïkos) non partecipa.
| Squadra           | Stagione 1992-93                                         |
| ----------------- | -------------------------------------------------------- |
| Besa Kavajë       | 3º in Albania                                            |
| Pirin Blagoevgrad | 7º in Bulgaria                                           |
| PAS Giannina      | 6º in Beta Ethniki 1992-1993 (Serie B Grecia)            |
| Samsunspor        | 1º in Türkiye 2. Futbol Ligi 1992-1993 (Serie B Turchia) |

## Semifinali
| Squadra 1         | Totale | Squadra 2    | Andata     | Ritorno    |
| ----------------- | ------ | ------------ | ---------- | ---------- |
|                   |        |              | 26.10.1993 | 09.11.1993 |
| Besa Kavajë       | 1–5    | PAS Giannina | 1–3        | 0–2        |
| Pirin Blagoevgrad | 1–4    | Samsunspor   | 0–0        | 1–4        |

## Finale
| Squadra 1    | Totale | Squadra 2  | Andata     | Ritorno    |
| ------------ | ------ | ---------- | ---------- | ---------- |
|              |        |            | 04.05.1994 | 11.05.1994 |
| PAS Giannina | 0–5    | Samsunspor | 0–3        | 0–2        |

| Arbitro: | Konstantinov (Romania) |

| |            | |
| | Marcatori  | 31’ Serkan 46’ Cheregi 84’ İsa |
| Theodore Kyriakoulis Andreas Bonovas Nikos Tsiavos Ariana Juba Georges Economou (65' John Tatsis) Nikos Votsikas (77' Georges Skentos) Vasilios Bletsas John Bella Ztenko Moopheus Vlado Milogievits Nikos Kakanoulias | Formazioni | Ayhan Aydın İmdat Aslan İsa Turan Yaşar Işık Ercan Koloğlu Ertuğrul Sağlam (Faruk Sarman) Müjdat Gürsu Marius Chregy Serkan Aykut Fevzi Korkmaz Daniel Timofte (Kasım Çıkla) |
| Makis Katsavakis | Allenatori | Gheorghe Multescu |

| Arbitro: | Stefan Ormandzhiev (Bulgaria) |

| |            | |
| Serdar 15’ Ertuğrul 31’ | Marcatori  | |
| Murat Ayhan Aydın Fevzi Korkmaz Ertuğrul Sağlam Kasım Çıkla Vural Korkmaz (60' Tolga Özpoyraz) İmdat Aslan (46' Mevlüt Kahraman) Müjdat Gürsu Gökay Akpınar İsa Turan Serkan Aykut Daniel Timofte | Formazioni | Theodore Kyriakoulis Nikos Tsiavos Georges Economou Ariana Juba Andreas Bonovas John Tatsis Nikos Lappas Vasilios Bletsas (72' Dimitrios Kolios) John Bella Nikos Kakanoulias (60' Nikos Votsikas) Thanassis Boutsouris |
| Gheorghe Multescu | Allenatori | Makis Katsavakis |